# Función de Airy

La gráfica de Ai(x) de color rojo y Bi(x) de azul.

La función de Airy Ai(x) es una función especial, llamada así por el astrónomo británico George Biddell Airy (1801–1892). La función Ai(x) y la función relacionada Bi(x), también llamada a veces función de Airy, son soluciones linealmente independientes de la ecuación diferencial ordinaria: 

(1){\displaystyle {\frac {d^{2}y}{dx^{2}}}-xy=0\,\!}.

Esta ecuación diferencial recibe el nombre de ecuación de Airy o ecuación de Stokes. Es la ecuación diferencial lineal de segundo orden más simple que posee un punto donde la solución pasa de tener un comportamiento oscilatorio a un (de)crecimiento exponencial.
Además la función de Airy es una solución a la ecuación de Schrödinger para una partícula confinada dentro de un pozo potencial triangular y también la solución para el movimiento unidimensional de una partícula cuántica afectada por una fuerza constante. 

## Definiciones
Para valores reales de x, la función Airy está definida por la integral:

{\displaystyle \mathrm {Ai} (x)={\frac {1}{\pi }}\int _{0}^{\infty }\cos \left({\frac {t^{3}}{3}}+xt\right)\,dt.}

la cual converge porque las partes positiva y negativa de las oscilaciones se cancelan una a otra (como puede verificarse por integración por partes).
Al derivar dentro del signo de integración se encuentra que esta función satisface la ecuación diferencial (1).
Esta ecuación tiene dos soluciones linealmente independientes. La elección estándar para la otra solución es la función de Airy del segundo tipo, llamada Bi(x). Se define como la solución que tiene la misma amplitud de oscilación que Ai(x) a medida que x va a −∞ y tiene un desfasaje de π/2:

{\displaystyle \mathrm {Bi} (x)={\frac {1}{\pi }}\int _{0}^{\infty }\left[\exp \left(-{\tfrac {1}{3}}t^{3}+xt\right)+\sin \left({\tfrac {1}{3}}t^{3}+xt\right)\,\right]dt.}.

## Propiedades
Los valores de Ai(x) y Bi(x) y sus derivadas en el origen (x = 0) vienen dadas por:

{\displaystyle {\begin{aligned}\mathrm {Ai} (0)&{}={\frac {1}{3^{2/3}\Gamma ({\frac {2}{3}})}},&\quad \mathrm {Ai} '(0)&{}=-{\frac {1}{3^{1/3}\Gamma ({\frac {1}{3}})}},\\\mathrm {Bi} (0)&{}={\frac {1}{3^{1/6}\Gamma ({\frac {2}{3}})}},&\quad \mathrm {Bi} '(0)&{}={\frac {3^{1/6}}{\Gamma ({\frac {1}{3}})}}.\end{aligned}}}

donde Γ denota la función gamma. Lo anterior implica que el wronskiano de Ai(x) y Bi(x) es 1/π.
Si x es positiva, Ai(x) es positiva, convexa, y decrece exponencialmente a cero, y Bi(x) es positiva, convexa, y crece exponencialmente. Cuando x es negativa, Ai(x) y B(x) oscilan alrededor de cero con frecuencia creciente, y amplitud decreciente. Esto está de acuerdo con las fórmulas asintóticas de abajo.

## Aplicaciones
La ecuación de Schrödinger para una partícula que se mueve en una sola dimensión y que está sujeta a un potencial lineal (como el producido por un campo eléctrico uniforme sobre un electrón) es

{\displaystyle {\frac {-\hbar ^{2}}{2m}}{\frac {d^{2}\psi (x)}{dx^{2}}}+Fx\psi (x)=E\psi (x)}

donde {\displaystyle F} es la fuerza que se ejerce sobre la partícula. Hágase el cambio de variable:

{\displaystyle u=\left({\frac {2m}{\hbar ^{2}F^{2}}}\right)^{1/3}(Fx-E)}

Entonces por la regla de la cadena:

{\displaystyle {\frac {d}{dx}}={\frac {\partial u}{\partial x}}{\frac {d}{du}}=\left({\frac {2mF}{\hbar ^{2}}}\right)^{1/3}{\frac {d}{du}}}

Como {\displaystyle u} es lineal:

{\displaystyle {\frac {d^{2}}{dx^{2}}}=\left({\frac {2mF}{\hbar ^{2}}}\right)^{2/3}{\frac {d^{2}}{du^{2}}}}

Sustituyendo en la ecuación de Schrödinger:

{\displaystyle {\frac {\hbar ^{2}}{2m}}\left({\frac {2mF}{\hbar ^{2}}}\right)^{2/3}{\frac {d^{2}\psi (u)}{du^{2}}}-\left({\frac {2m}{\hbar ^{2}F^{2}}}\right)^{-1/3}u\psi (u)=0}

Multiplicando por {\displaystyle \left({\frac {2m}{\hbar ^{2}F}}\right)^{2/3}}
Dando a {\displaystyle \left({\frac {2m}{\hbar ^{2}}}\right)^{1/3}{\frac {d^{2}\psi (u)}{du^{2}}}-\left({\frac {2m}{\hbar ^{2}}}\right)^{1/3}u\psi (u)=0}
Multiplicando por {\displaystyle \left({\frac {2m}{\hbar ^{2}}}\right)^{-1/3}}

{\displaystyle {\frac {d^{2}\psi (u)}{du^{2}}}-u\psi (u)=0}

que es la ecuación de Airy. Entonces la solución general de la ecuación de Schrödinger queda en términos de funciones Airy:

{\displaystyle \psi (x)=A\operatorname {Ai} (u)+B\operatorname {Bi} (u)=A\operatorname {Ai} \left[\left({\frac {2m}{\hbar ^{2}F}}\right)^{1/3}(Fx-E)\right]+B\operatorname {Bi} \left[\left({\frac {2m}{\hbar ^{2}F}}\right)^{1/3}(Fx-E)\right]}

## Fórmulas asintóticas
El comportamiento asintótico de las funciones Airy a medida que x tiende a +∞ está dado por

{\displaystyle {\begin{aligned}\mathrm {Ai} (x)&{}\sim {\frac {e^{-{\frac {2}{3}}x^{3/2}}}{2{\sqrt {\pi }}\,x^{1/4}}}\\\mathrm {Bi} (x)&{}\sim {\frac {e^{{\frac {2}{3}}x^{3/2}}}{{\sqrt {\pi }}\,x^{1/4}}}.\end{aligned}}}

También existen expansiones asintóticas para estos límites, enlistadas en (Abramowitz y Stegun, 1954) y (Olver, 1974).

## Argumentos complejos
Se puede extender la definición de las funciones Airy al plano complejo con:

{\displaystyle \mathrm {Ai} (z)={\frac {1}{2\pi i}}\int _{C}\exp \left({\frac {t^{3}}{3}}-zt\right)\,dt,}

Donde la integral se hace sobre una trayectoria {\displaystyle C} empezando por el punto en el infinito con argumento -(1/3)π y terminando en el punto en el infinito con argumento (1/3)π. De forma alternativa se puede usar la ecuación {\displaystyle y''-xy=0} para extender Ai(x) y Bi(x) a las funciones enteras en el plano complejo.

### Gráficas
| {\displaystyle \Re \left[\mathrm {Ai} (x+iy)\right]} | {\displaystyle \Im \left[\mathrm {Ai} (x+iy)\right]} | {\displaystyle \|\mathrm {Ai} (x+iy)\|\,} | {\displaystyle \mathrm {arg} \left[\mathrm {Ai} (x+iy)\right]\,} |
| ---------------------------------------------------- | ---------------------------------------------------- | ----------------------------------------- | ---------------------------------------------------------------- |
|                                                      |                                                      |                                           |                                                                  |
|                                                      |                                                      |                                           |                                                                  |

| {\displaystyle \Re \left[\mathrm {Bi} (x+iy)\right]} | {\displaystyle \Im \left[\mathrm {Bi} (x+iy)\right]} | {\displaystyle \|\mathrm {Bi} (x+iy)\|\,} | {\displaystyle \mathrm {arg} \left[\mathrm {Bi} (x+iy)\right]\,} |
| ---------------------------------------------------- | ---------------------------------------------------- | ----------------------------------------- | ---------------------------------------------------------------- |
|                                                      |                                                      |                                           |                                                                  |
|                                                      |                                                      |                                           |                                                                  |